# 浜原駅
浜原駅（はまはらえき）は、島根県邑智郡美郷町浜原にあった、西日本旅客鉄道（JR西日本）三江線の駅（廃駅）である。
江の川の蛇行部分にあたるため、当初の三江線の計画では明塚駅から東方へトンネルでショートカットする予定であったが、地元の強い誘致運動により川沿いのルートが選択され粕淵駅とともに浜原駅が設けられた。
1975年（昭和50年）に全線開通するまでは三江北線の終着駅となっていた。しかし全線開通後もCTCや信号設備などの関連工事が遅れにより全線を直通する列車の設定はされず、しばらくの間、浜原駅で運行系統が分断されていた。その間、浜原駅は江津駅方面からの1日8往復の普通列車と口羽駅方面からの1日4往復の普通列車の乗換駅としても機能した。
三江線における業務上主要駅として機能していたが、同線の廃止に伴い2018年（平成30年）4月1日に廃駅となった。

## 歴史
- 1937年（昭和12年）10月20日：国有鉄道三江線の石見簗瀬駅 - 当駅間開通と同時に、旅客駅（有人駅）として開業[1]。
- 1955年（昭和30年）3月31日：三江南線開業に伴い、従来の三江線が三江北線に改称され、当駅もその所属となる。
- 1975年（昭和50年）8月31日：当駅から三江南線口羽駅までの区間が開業。これにより江津駅 - 当駅 - 口羽駅 - 三次駅間が現行の「三江線」となり、当駅も同線に所属する途中駅となる。
- 1987年（昭和62年）4月1日：国鉄分割民営化により、西日本旅客鉄道（JR西日本）が承継[1]。
- 1990年（平成2年）3月10日：有人駅から無人駅へ変更[4][5]（簡易委託化）。
- 2005年（平成17年）3月29日：簡易委託（JAおおち〈現・JAしまね〉邑智支所受託）を取りやめ、完全無人化。
- 2018年（平成30年）4月1日：三江線の全線廃止に伴い、廃駅となる。

## 駅構造

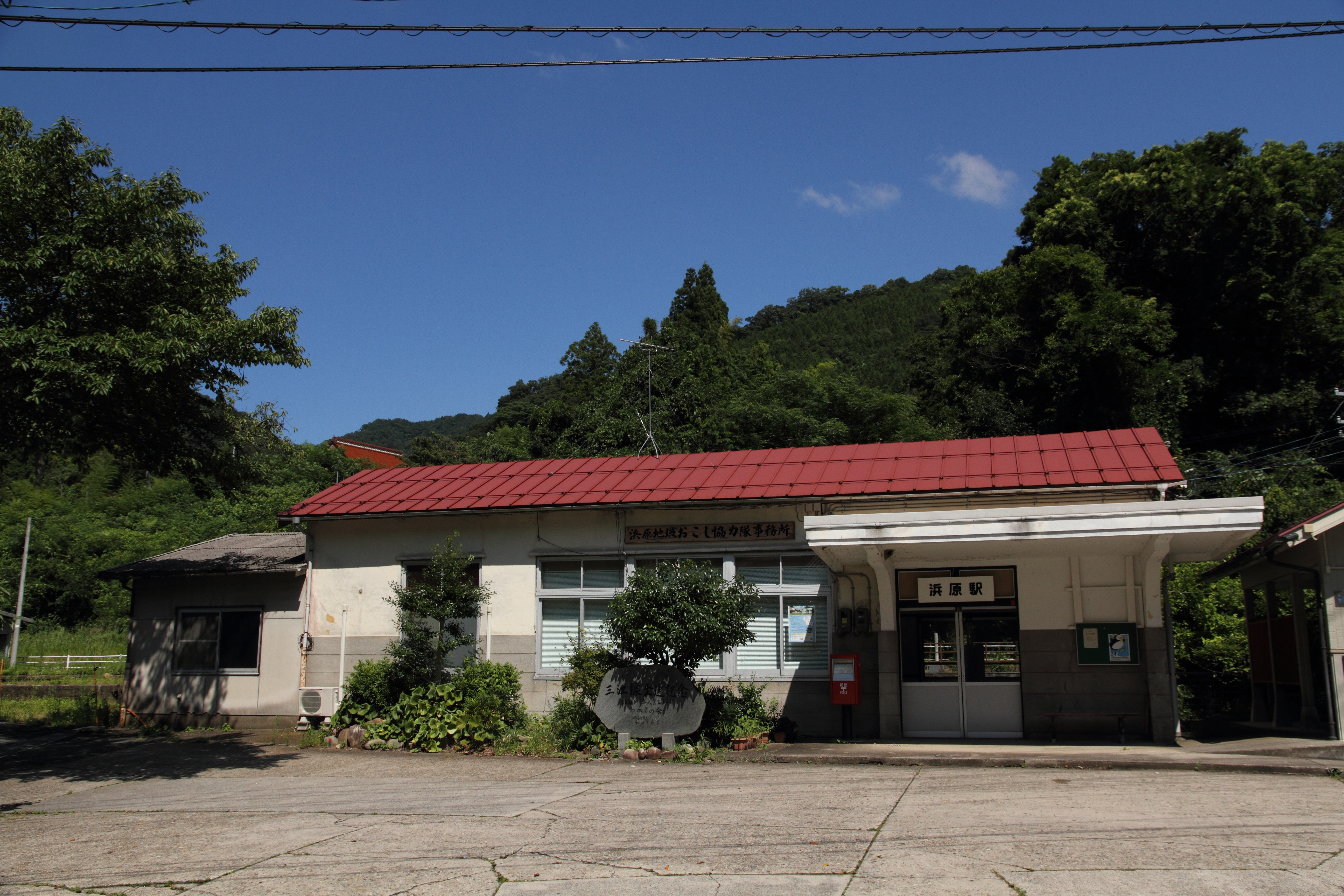
廃線後の駅舎（2019年7月31日）

相対式ホーム2面2線を持ち、交換設備を有する地上駅であった。駅舎は構内の西側に置かれたが無人駅（浜田鉄道部管理）であり、駅舎側のホームが1番のりば、跨線橋を渡った先のホームが2番のりばであった。なお、自動券売機等は設置されなかった。
当駅で折り返す列車も設定されていた。多数の乗客を扱うターミナル駅というより、区界駅と同様に鉄道の業務に関しての主要駅であった（乗客は隣の粕淵駅よりも圧倒的に少なかった）。
また、三江線唯一の夜間滞泊設定駅でもあった。
2019年（平成31年）1月時点で、当駅の旧駅舎は残っていたが、跨線橋は老朽化に伴い取り壊されていた。また、当駅の江津寄りにあった踏切（桂根参道踏切）は線路の部分が断ち切られ、アスファルト舗装されていた。

### のりば
| のりば | 路線   | 方向 | 行先               |
| ------ | ------ | ---- | ------------------ |
| 1・2   | 三江線 | 上り | 石見川本・江津方面 |
| 1・2   | 三江線 | 下り | 三次方面           |

付記事項
- 浜田鉄道部の方針からか、駅掲示時刻表では「江津方面」「三次方面」としか記載がない。下りはそのまま記載したが、上りは江津駅の下り発車標に「石見川本・江津方面」とあることや、「JRおでかけネット」の当駅からの方面表記で「石見川本」が入っていることから、「石見川本」を加えて上記の方面表記とした。
- 両ホームとも両方向の入線・発車が可能であり、発着番線も方向別に分けられておらず一定しなかった。なお、列車運転指令上では、2番のりばの方が「1番線」と逆順になっていた。
- 列車交換が行われない場合は、1番のりばに発着した。

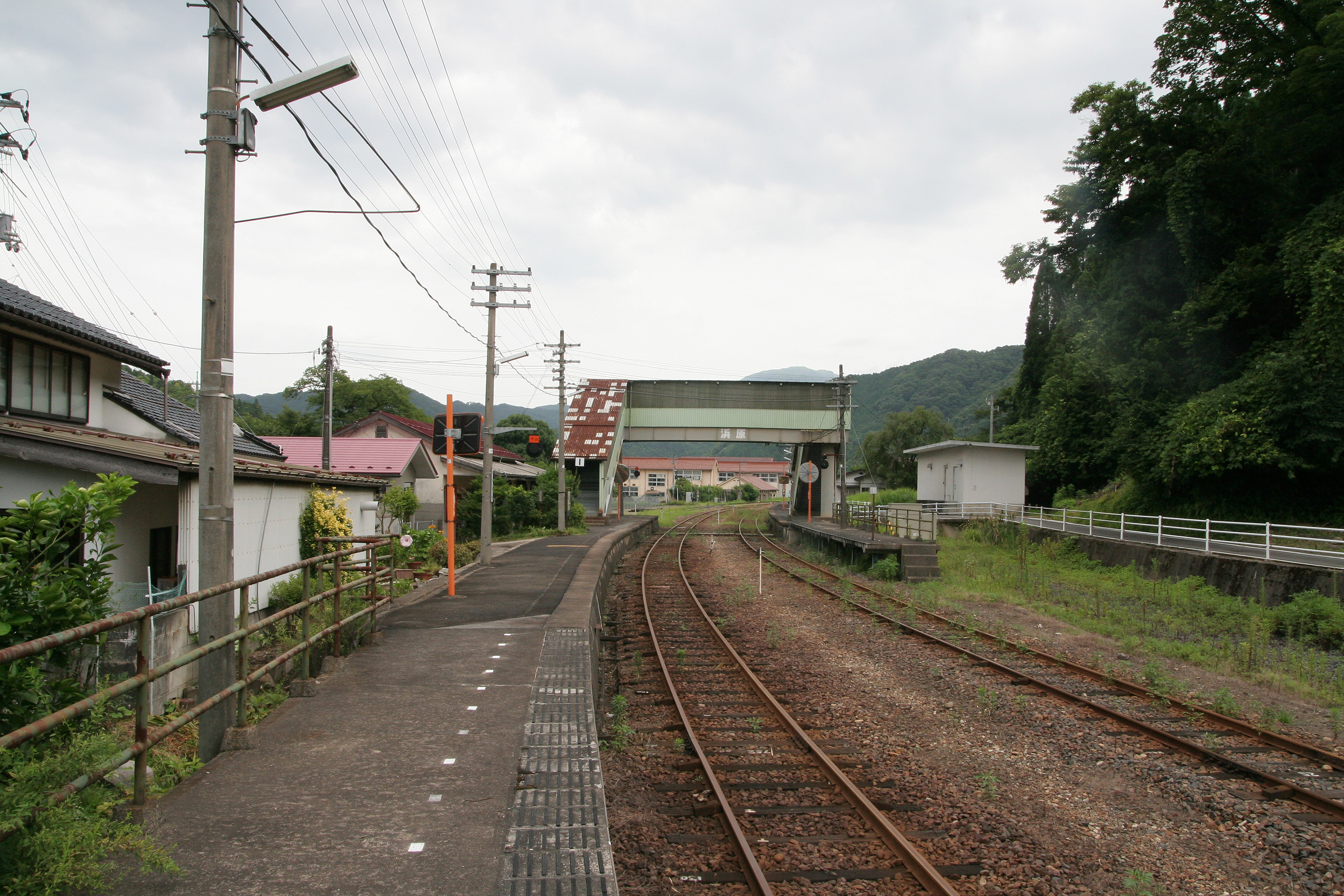
構内（2008年7月）
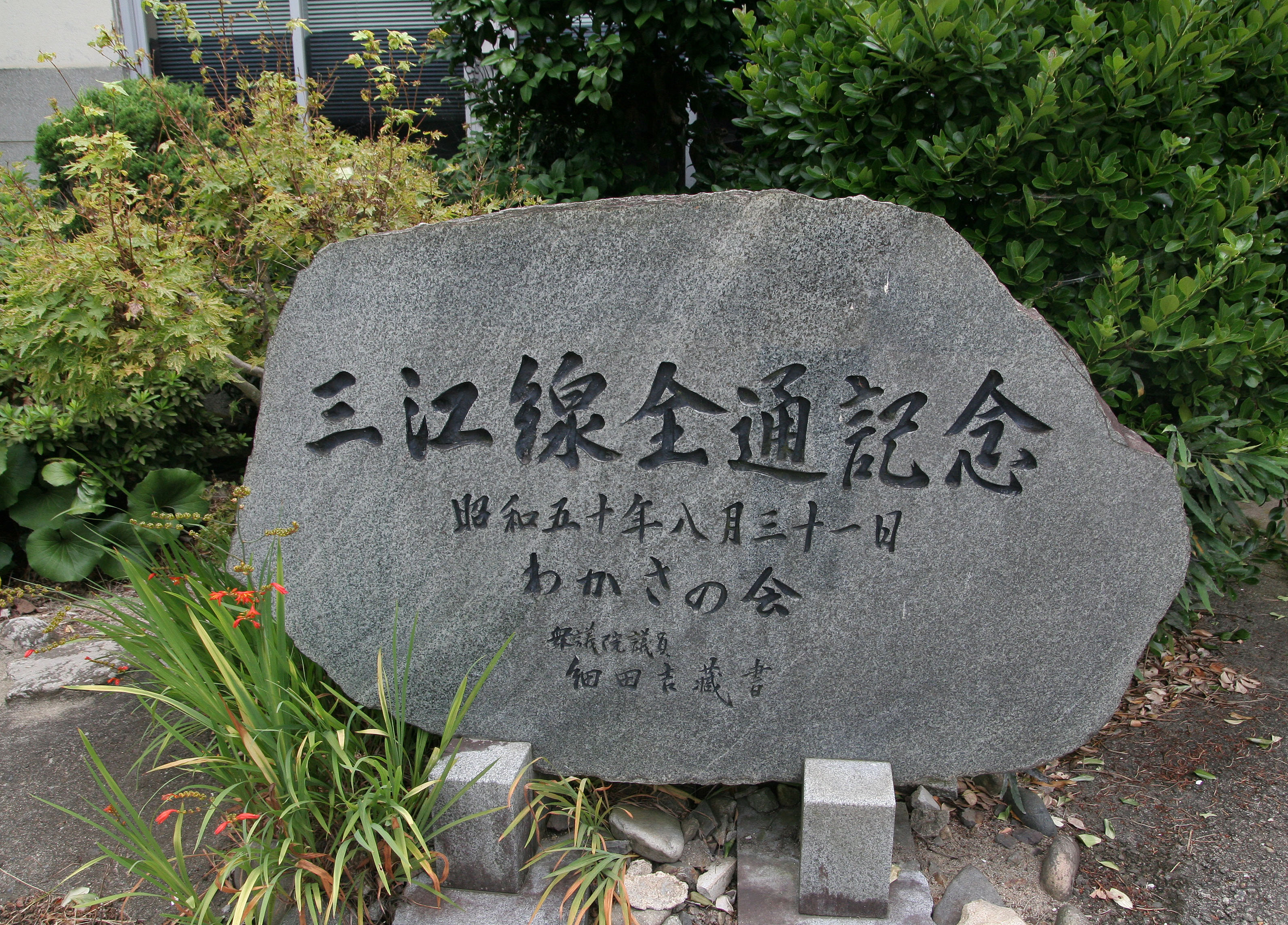
駅舎入口横の三江線全通記念碑

## 利用状況
近年の1日平均乗車人員は以下の通りである。なお、1994年度は22人、1984年度は44人だった。
| 乗車人員推移 | 乗車人員推移 |
| 年度         | 1日平均人数  |
| ------------ | ------------ |
| 1999         | 15           |
| 2000         | 15           |
| 2001         | 12           |
| 2002         | 13           |
| 2003         | 9            |
| 2004         | 8            |
| 2005         | 11           |
| 2006         | 7            |
| 2007         | 9            |
| 2008         | 8            |
| 2009         | 6            |
| 2010         | 7            |
| 2011         | 5            |
| 2012         | 8            |
| 2013         | 8            |
| 2014         | 8            |
| 2015         | 6            |
| 2016         | 9            |
| 2017         | 12           |

## 駅周辺
- 浜原郵便局
- 中国電力浜原ダム・浜原貯水池（江川水系県立自然公園）

## バス路線
浜原駅前バス停には以下の路線が乗り入れている。
- 石見交通
  - 粕淵線（大田バスセンター - 浜原駅前 - 九日市・酒谷）
- 大和観光
  - 川本美郷線（石見川本 - 美郷町役場前・ゴールデンユートピアおおち - 浜原駅前 - 大和小学校 - 上野）

## その他
- 三江線活性化協議会により、石見神楽の演目名にちなんだ「大蛇」（おろち）の愛称が付けられていた。駅近くの浜原ダムが江の川の治水の役目を負うことから、斐伊川の治水を下敷きにしたとされるヤマタノオロチ伝説が連想されることに由来する[7]。大蛇駅とは無関係である。

## 隣の駅
西日本旅客鉄道（JR西日本）
 三江線
粕淵駅 - 浜原駅 - 沢谷駅

#### 統計資料
1. ↑  “島根県統計書”. しまね統計情報データベース.   島根県政策企画局. 2025年2月5日閲覧。